# Таджиев, Одилжон Патихджонович
Одилжон Фотиҳжон ўғли Тожиев (узб. Odiljon Tojiyev; 11 сентября 1984 года, Ташкент, Узбекская ССР) — узбекский юрист и политический деятель, депутат Законодательной палаты Олий Мажлиса Республики Узбекистан IV созыва. Член Демократической партии Узбекистана «Миллий Тикланиш».

## Биография
Одилжон Тожиев окончил Ташкентский исламский университет. В 2017 году награждён орденом «Дустлик».
В 2020 году избран в Законодательную палату Олий Мажлиса Республики Узбекистан IV созыва, а также назначен на должность заместителя спикера (руководитель палаты) по координации информационной деятельности в Законодательной палате и взаимодействию со СМИ.

## Высказывания
В ответ на высказывания Евгения Федорова о том, что республики вышли из СССР «незаконно», Одилжон Таджиев ответил: «в таком случае можно с уверенностью заявить на весь мир, что действующие в таком нелегальном правовом русле российские институты власти незаконны по своей сути».